# Andes

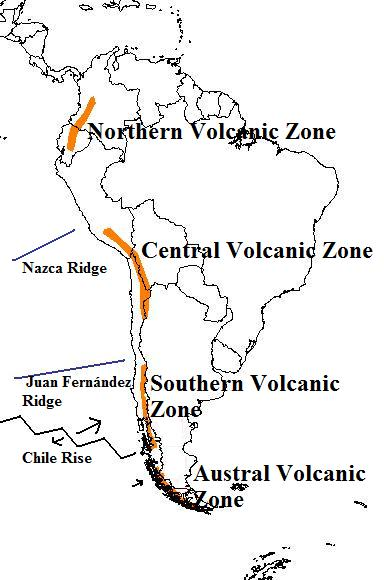
In vier delen van de Andes bevinden zich actieve vulkanen

De Andes (voluit: La Cordillera de los Andes) zijn een grote, langgerekte bergketen langs de westkust van Zuid-Amerika. Het berggebied is ongeveer 7000 km lang, op sommige plaatsen 160 km breed en heeft een gemiddelde hoogte van circa 4000 m. De bergketen loopt voor het grootste gedeelte parallel aan de kust van de Grote Oceaan.
De Andesketen situeert zich in zeven Zuid-Amerikaanse landen: Argentinië, Chili, Bolivia, Peru, Ecuador, Colombia en Venezuela. De Andes kruist de evenaar en loopt zuidwaarts tot Vuurland. De Scotiarug, met onder andere Zuid-Georgia en de Zuidelijke Sandwicheilanden is een grotendeels onderzeese voortzetting van het gebergte. Deze verbindt de Andes met een grote boog met het Antarctisch Schiereiland in Antarctica.

## Geologie
De Andes zijn geologisch gezien een jong systeem. Het gebergte ontstond tijdens het Krijt en de Tertiaire periode. Het ontstaan van de bergketen in Zuid-Amerika is het gevolg van de platentektoniek. De oceanische Nazcaplaat duikt weg onder de continentale Zuid-Amerikaanse plaat (subductie), met een snelheid van ongeveer 8 cm per jaar. Hierdoor nemen de bergen steeds meer in hoogte toe. Vulkanen en aardbevingen komen er dikwijls voor. Als geheel vormen de Andes een van de belangrijkste bergmassa's van de wereld. Het bergsysteem is hoger dan elk ander gebied, op de Himalaya na. Er zijn veel besneeuwde pieken met hoogtes boven de 6700 m.
In het verre zuiden lopen de bergen van oost naar west. De richting wordt anders in Argentinië en Chili. Ten westen van de bergen ligt de zee. Er zijn door gletsjers gevoede meren in zowel Argentinië als Chili.
De hoogste bergen van de Andes liggen op de centrale en noordelijke Argentijns-Chileense grens: Aconcagua (6960 m), de hoogste berg van het westelijk halfrond, en de Tupungato (6570 meter). Andere belangrijke pieken zoals Llullaillaco flankeren de belangrijkste bergwaaier.
De centrale Andes breidt zich in Bolivia en Peru uit in veelvoudige waaiers (circa 640 km breed) met hoog plateauland (het Hoogland van Bolivia) en vele hoge intermontane valleien. Hier bloeide vroeger de Incabeschaving. Op de grens van Peru en Bolivia ligt het Titicacameer. In Bolivia zijn er opmerkelijke vulkanen, zoals Nevado Sajama. De hoogste spoorweg van de Andes loopt van La Oroya naar Lima.

## Onderdelen
De complexe structuur van de keten kan ruwweg worden onderverdeeld in 5 gebieden van noord naar zuid, gescheiden door 3 bergknopen en een tectonische plaatgrens:
- de noordelijke Andes bestaat uit drie parallelle ketens, de Cordillera Occidental, de Cordillera Central en de Cordillera Oriental, die samenkomen in de Pasto-knoop, met daartussen de Colombiaanse Cauca- en Magdalenavalleien; dit is tectonisch het jongste deel van de Andes;
- de noordelijke centrale Andes bestaat uit twee ketens en eindigt in het zuiden bij de knoop van het Vilcanotamassief;
- de middelste centrale Andes bestaat in het noorden uit 2, zuidelijker uit 3 ketens en loopt tot de knoop van de Llullaillaco;
- de zuidelijke centrale Andes heeft 2 ketens en een kustgebergte en loopt tot de grens tussen de Nazcaplaat en de Antarctische Plaat; de "centrale vallei" van Chili is geologisch geen riviervallei maar een tectonische depressie;
- de zuidelijke Andes bevat een keten en een "kustgebergte" dat vooral uit eilanden bestaat.

## Mensen en economie
Peru, Ecuador en Colombia zijn bevolkt sinds oude tijden. Vroeger waren er rijke beschavingen gevestigd, zoals de Inca's en Chibcha's. De Peruviaanse geschiedkundige Pablo Macera dateert het begin van de menselijke aanwezigheid in de midden-Andes rond 20.000 v.Chr. op basis van opgravingen op de Pikimachay-site nabij Ayacucho door MacNeish, maar die datering is moeilijk te verzoenen met de algemene prehistorie van de Nieuwe Wereld en wordt als controversieel beschouwd. Zekerder is de aanwezigheid van een goed ontwikkelde dorpscultuur rond 11.500 v.Chr. in Monte Verde nabij Puerto Montt in Zuid-Chili.
De Quichua en de Aymarastammen vormen de belangrijkste inheemse inwoners van de Andes. Wegens een schaarste aan water is landbouw moeilijk. Tabak, katoen en koffie worden gekweekt en uitgevoerd. Koper, zilver, tin, ijzer en goud worden ontgonnen en er wordt aardolie gevonden. Hoewel er een spoorpassage door de bergen is, zijn de inwoners van de Andes niet van treinen afhankelijk voor het behoud van hun economie. In bepaalde Andesgebieden is het toerisme sterk in ontwikkeling.

## Talen
De grote verscheidenheid aan inheemse culturen en talen van Zuid-Amerika, en in het bijzonder in de Andes en op de oostelijke hellingen, is opmerkelijk zelfs binnen de context van de Nieuwe Wereld. Kaufman (1990) schatte het aantal taalfamilies en genetisch geïsoleerde talen van het subcontinent op 118. Recentere studies in historisch-comparatieve taalkunde hebben dit aantal vooral in het oostelijk deel van het Zuid-Amerika verkleind, maar het aantal talen zonder aantoonbare onderlinge verwantschap, en zelfs met groot onderling typologisch onderscheid, blijft indrukwekkend.
Het historische beeld wordt verder verduisterd door de radicale veranderingen sinds de Spaanse kolonisatie. Tientallen inheemse talen, soms hele taalfamilies, zijn uitgestorven zonder een spoor na te laten; andere zijn afgenomen tot onbeduidende aantallen sprekers. Enkele, zoals Aymara, Mapuche en Quechua hebben een prominente positie behouden onder het koloniale bewind, gedeeltelijk ten koste van andere talen, en staan nu in de postkoloniale periode zelf onder druk. De meeste talen zijn echter vervangen door het Spaans.

## Oorsprong van de naam
De prekoloniale volken benoemden de bergen in hun eigen streek met plaatselijke benamingen en hadden geen algemene naam voor de hele keten. In 1572 gebruikte de Spaanse kroniekschrijver Pedro Sarmiento de Gamboa de term cordillera de los andenes, verwijzend naar de typische terraslandbouw. Het Spaanse woord andén betekent spoorperron, kade of (in hedendaags Zuid-Amerikaans Spaans) stoep.
Volgens Fausto O. Sarmiento (2012) ligt het woord anti (oost) uit een Quechuataal aan de oorsprong. De Incakeizers noemden het oostelijk deel van hun rijk Antisuyu. De Inca Garcilazo de las Vegas (1609) noemde de mensen uit de oostelijke keten Antis.

## El Tatio
In het Andesgebergte ligt onder andere ook het geiserveld El Tatio.

## Hoogste bergen van de Andes
Een overzicht van bergen hoger dan 6.500 meter in de Andes.
| Hoogte (m) | Naam                             | Bergketen               | Coördinaten            | Afbeelding | Land               |
| ---------- | -------------------------------- | ----------------------- | ---------------------- | ---------- | ------------------ |
| 6.962      | Aconcagua                        |                         | 32° 39′ ZB, 70° 1′ WL  |            | Argentinië         |
| 6.891      | Ojos del Salado                  | Puna de Atacama         | 27° 7′ ZB, 68° 32′ WL  |            | Argentinië – Chili |
| 6.792      | Monte Pissis                     | Puna de Atacama         | 27° 45′ ZB, 68° 47′ WL |            | Argentinië         |
| 6.768      | Huascarán                        | Cordillera Blanca       | 9° 7′ ZB, 77° 36′ WL   |            | Peru               |
| 6.759      | Bonete                           | Puna de Atacama         | 27° 52′ ZB, 68° 49′ WL |            | Argentinië         |
| 6.758      | Tres Cruces                      | Puna de Atacama         | 27° 6′ ZB, 68° 52′ WL  |            | Argentinië – Chili |
| 6.739      | Llullaillaco                     | Puna de Atacama         | 24° 43′ ZB, 68° 32′ WL |            | Argentinië – Chili |
| 6.720      | Mercedario                       | Cordillera de la Ramada | 31° 58′ ZB, 70° 10′ WL |            | Argentinië         |
| 6.658      | Cazadero / Tipas / Walther Penck | Puna de Atacama         | 27° 11′ ZB, 68° 34′ WL |            | Argentinië         |
| 6.638      | Incahuasi                        | Puna de Atacama         | 27° 2′ ZB, 68° 18′ WL  |            | Argentinië – Chili |
| 6.634      | Yerupajá                         | Cordillera Blanca       | 10° 16′ ZB, 76° 54′ WL |            | Peru               |
| 6.565      | Tupungato                        |                         | 33° 21′ ZB, 69° 46′ WL |            | Argentinië – Chili |
| 6.542      | Sajama                           | Cordillera Occidental   | 18° 6′ ZB, 68° 53′ WL  |            | Bolivia            |
| 6.500      | Ramada Norte                     | Cordillera de la Ramada |                        |            | Argentinië         |